# Interstate 24
Interstate 24 (I-24) é uma rodovia interestadual no Centro-Oeste e Sudeste dos Estados Unidos. O terminal oeste da rodovia fica em Pulleys Mill na I-57, a 16 km (10 milhas) a sul de Marion, Illinois, e seu terminal leste fica em Chattanooga, Tennessee, na I-75. Passa por Illinois, Kentucky, Tennessee e Geórgia. Sendo uma autoestrada de número par, é sinalizada como uma rota leste-oeste, embora o percurso siga uma rota mais para sudeste-noroeste, passando por Nashville, Tennessee. A numeração afasta-se da grelha padrão do Interstate Highway System, situando-se mais a norte do que o seu número indicaria a oeste de Nashville. O curto segmento na Geórgia tem a designação não sinalizada de State Route 409 (SR 409).
A I-24, entre Nashville e Chattanooga, faz parte de um longo corredor de transporte de mercadorias norte-sul que liga Chicago a Atlanta. A interestatal facilitou o rápido crescimento do maior corredor suburbano da Região Metropolitana de Nashville, que se estende por mais de 48 km a sudeste da cidade e é considerado o trecho de rodovia mais congestionado do estado. O trecho que atravessa Chattanooga também regista um congestionamento grave, devido a um volume invulgarmente elevado de tráfego de caminhões. O trecho da I-24 que atravessa o Planalto de Cumberland, vulgarmente conhecido como “Monteagle Mountain”, é considerado um dos trechos de rodovia mais perigosos dos Estados Unidos, sobretudo para os caminhões, devido às suas descidas íngremes, com um máximo de seis por cento de inclinação.
Conforme proposto pelo Federal-Aid Highway Act of 1956, o terminal ocidental da I-24 estava originalmente localizado em Nashville. A maior parte do percurso entre Nashville e Chattanooga foi construída na década de 1960, tendo a parte final sido inaugurada em 1971. Depois de um extenso lobby dos políticos locais, o Bureau of Public Roads, a agência antecessora da Federal Highway Administration, autorizou uma extensão da I-24 até ao seu atual terminal ocidental em Pulleys Mill, Illinois, em 1964. Como resultado, a I-24 foi a última rodovia interestadual principal do Tennessee e do Kentucky a ser concluída, tendo os últimos trechos nos dois estados sido inaugurados em 1978 e 1980, respectivamente.